# Targhe d'immatricolazione dell'Estonia

Targa estone standard con banda blu introdotta il 1º maggio 2004

Le targhe d'immatricolazione dell'Estonia sono utilizzate per identificare i veicoli immatricolati nel Paese baltico.

## Caratteristiche

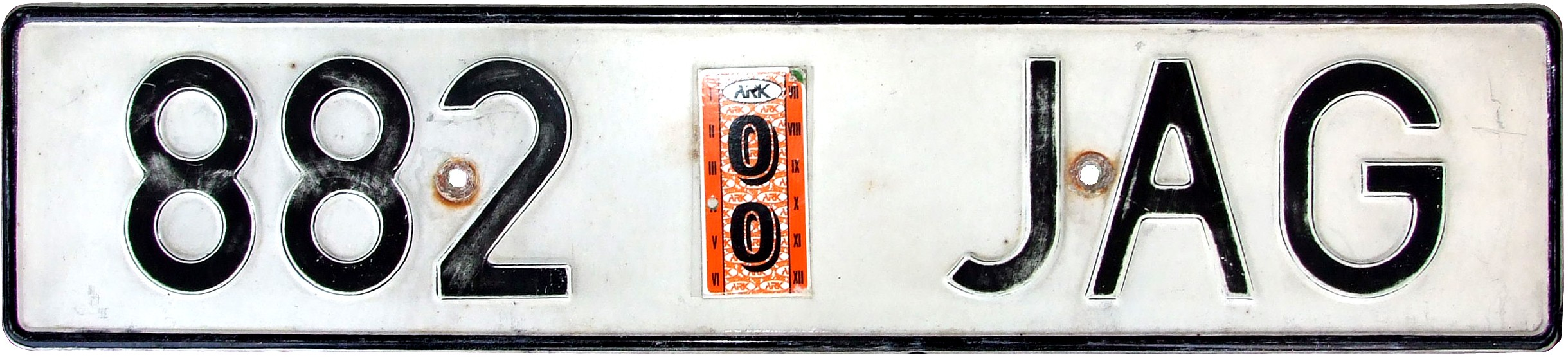
Esempio di formato utilizzato dal 21 dicembre 1991 (indipendenza dall'URSS) al 30 aprile 2004 (adesione dell'Estonia all'Unione europea)

Le targhe estoni ordinarie misurano 520 × 113 mm; sono composte da tre cifre, uno spazio e tre lettere (escluse Q, Ä e Ö). Il sistema, introdotto il 21 dicembre 1991, è molto simile a quello usato in Svezia. Dal 1º maggio 2004, in conformità agli standard europei, sulla sinistra di ogni targa è visibile la banda blu con le dodici stelle in cerchio dell'Unione europea e la sigla automobilistica internazionale EST. A partire dal 2013 la terza cifra indica quando il veicolo deve essere sottoposto al controllo tecnico.
Dal 1993 a ottobre 2019 la prima lettera indicava la contea di provenienza; fino al 30 aprile 2004 tra cifre e lettere, su un bollino adesivo colorato, erano scritte in verticale le ultime due cifre dell'anno di immatricolazione.

## Varianti

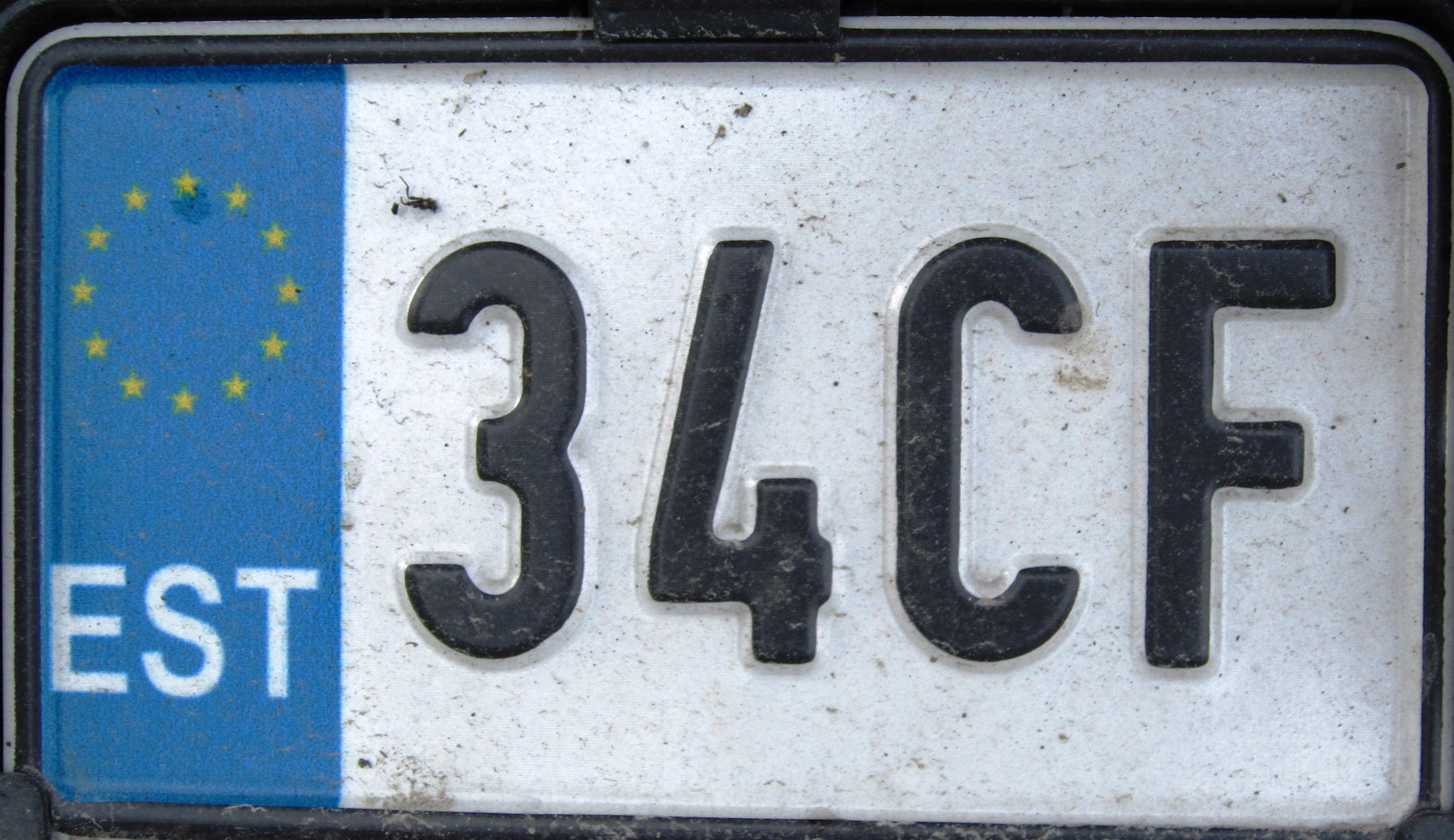
Targa di un motociclo

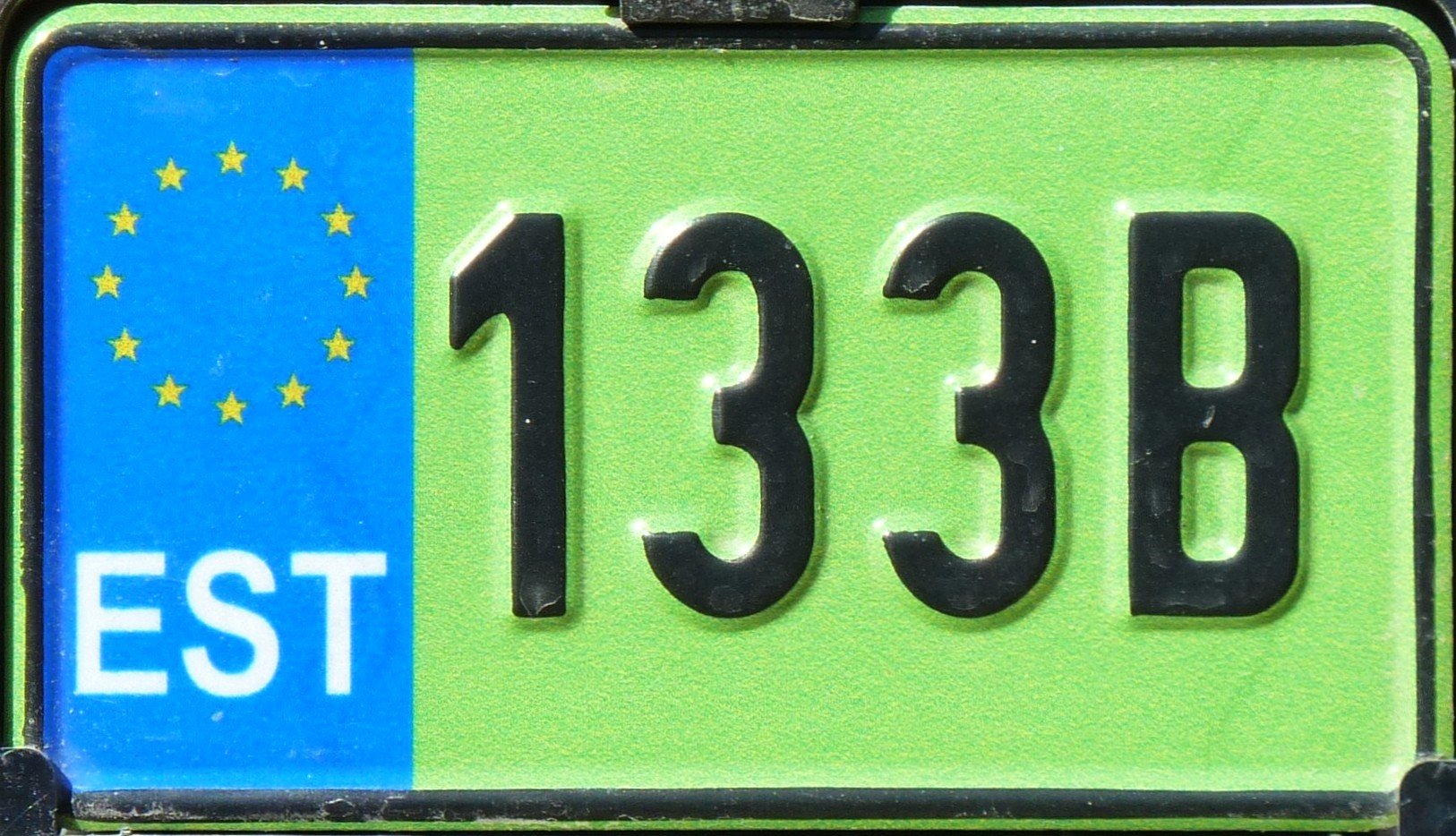
Targa di un ciclomotore

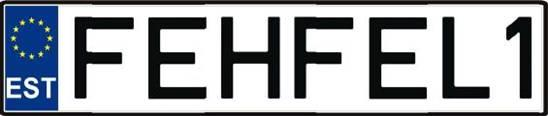
Targa personalizzata

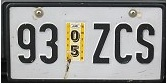
Formato americano (del tipo pre-2004)

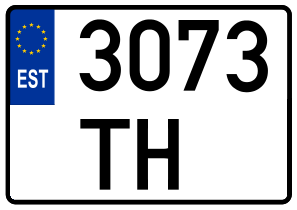
Formato per macchine operatrici e da costruzione

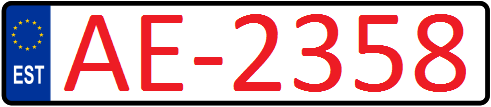
Targa di transito per autoveicoli

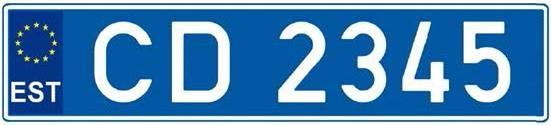
Esempio di targa diplomatica

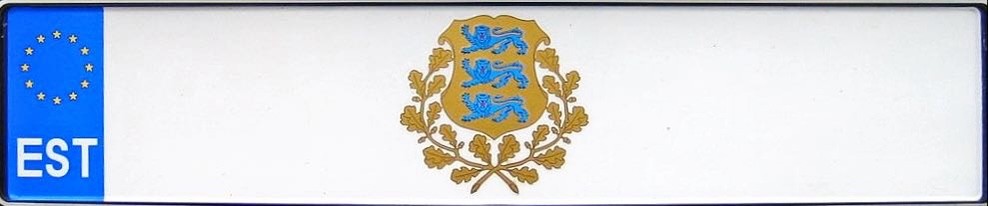
Targa di una vettura ufficiale del Presidente della Repubblica

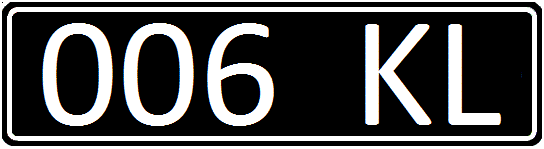
Targa di un rimorchio della Lega di difesa

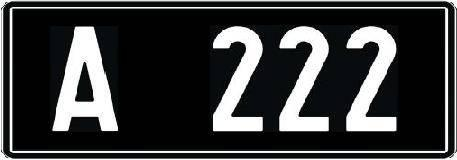
Formato per autoveicoli storici

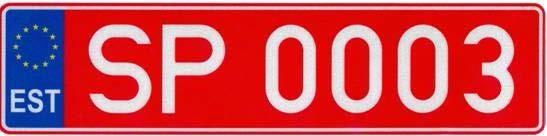
Targa di un'auto partecipante a una competizione sportiva

Le targhe per rimorchi dal 2004 al 30 novembre 2008 avevano tre cifre e due lettere (da DO a DZ, da GA a GZ e da ZA a ZC) e misuravano 420 × 110 mm; dal 1º dicembre 2008 le lettere sono tre, la prima delle quali è una Y, la seconda una H o una J.
Le targhe per motocicli misurano 177 × 101 mm e sono costituite da due cifre anteposte o (da giugno 2020) posposte a due lettere; quelle per i ciclomotori, introdotte a luglio 2011, hanno le medesime dimensioni ma sono formate da tre cifre e una lettera nere su fondo verde chiaro (es.: 123A).
Fin da novembre 1992 si possono richiedere targhe personalizzate, con combinazioni a piacere composte anche da sole lettere o cifre (il limite massimo di caratteri è sei), o di formato americano (302 × 152 mm), il cui blocco alfanumerico è costituito da due cifre e tre lettere, la prima delle quali è una Z o, solamente nei rimorchi, una H. Non sono molto diffuse a causa del loro costo, che varia da 470 a 1.350€.
La serie alfanumerica per macchine agricole, macchine operatrici e da costruzione consiste in quattro cifre a sinistra o in alto, due lettere a destra o in basso, la prima delle quali è una E per le macchine agricole e (dal 2004) una T per le macchine operatrici e da lavoro. Nei rimorchi agricoli e per l'edilizia le due lettere sormontano la numerazione. È possibile richiedere l'apposito formato ridotto (dimensioni: 212 × 135 mm) in alternativa a quello standard.
Le targhe di transito, cioè fissate provvisoriamente su veicoli da esportare o importare, sono riconoscibili per i caratteri rossi in campo bianco o argento: due lettere progressive, partendo da "AB" per le autovetture e i camion e da "UB" per le altre categorie di veicoli, sono seguite da un trattino e un numero di quattro cifre (tre nei rimorchi, motoveicoli e ciclomotori).
Nelle targhe diplomatiche le prime due cifre dopo le lettere (partendo da 10, vd. infra) identificano lo Stato della rappresentanza o l'organizzazione internazionale.
Le vetture ufficiali del Presidente della Repubblica si distinguono per lo stemma nazionale al centro su base bianca; non ci sono lettere né cifre, ma solamente la banda blu a sinistra.
Il formato per gli autoveicoli storici, immatricolati da almeno 25 anni, misura 300 × 113 mm, il fondo è nero e la serie è composta da una lettera e tre cifre (erano quattro dal 2003 a novembre 2008) di colore bianco. Nei motocicli e ciclomotori le dimensioni sono 177 × 101 mm come nelle targhe ordinarie  e la lettera è invariabilmente una M o una K. Da ottobre 2008 non è più presente la banda blu.

### Codici speciali
Quelli terminati sono scritti in grassetto e corsivo
- AAA – Vettura riservata a un organo supremo dello Stato[4]
- AAE – Polizia speciale dello Stato
- AAK – Automezzo di un'azienda di trasporto dello Stato
- AIN –  Semirimorchio
- AT (bianco su celeste o blu) – Staff tecnico-amministrativo di un'agenzia o missione diplomatica (Administrative and Technical Staff)
- CD (bianco su celeste o blu) – Corps Diplomatique
- CMD (bianco su celeste o blu) – Capo di una missione diplomatica (Chef de Mission Diplomatique)
- EEA–EEC, EED, EEE, EEZ (nero su giallo) – Veicolo il cui proprietario è residente all'estero[5]
- EKJ[6] (bianco su nero) – Forze armate dell'Estonia (Eesti Kaitsejõud)
- EKL[6] (bianco su nero) – Lega di difesa dell'Estonia (Eesti Kaitseliit)
- EPV – Guardia di frontiera dell'Estonia (Eesti Piirivalve)[7]
- EVM - Ministero degli affari esteri (Eesti Välisministeerium)
- HPP - Polizia di Harju
- KAT (bianco su verde scuro) – Targa di controllo tecnico per autoveicoli (Katse = "prova" in estone)[8]
- KJ (bianco su nero) – Rimorchio delle Forze di difesa (Kaitsejõud)
- KL (bianco su nero) - Rimorchio della Lega di difesa (Kaitseliit)
- KT (bianco su verde scuro) – Targa di controllo tecnico per motocicli (Katse)[9]
- KV (bianco su nero, targa su due linee) - Motocicli, macchinari e veicoli speciali delle Forze armate (Kaitsevägi)
- PPP - Polizia dell'Estonia settentrionale
- PROOV + numero progressivo di quattro cifre – Veicolo in prova (targhe riservate a concessionari o commercianti di veicoli)
- SP + numero progressivo di quattro cifre (bianco su rosso, dal 1º luglio 2011) – Autovettura partecipante a una competizione sportiva (Sportauto)
- TLP - Polizia stradale di Tallinn (Tallinn Liikluspolitsei)
- TPP - Polizia di Tallinn
- 001–? VLP, 001–100 VVV – Polizia stradale

### Numeri in uso dal 2010 nelle targhe diplomatiche e Paesi od organizzazioni internazionali corrispondenti
| Numero | Stato / Organizz. internaz. | Numero | Stato / Organizz. internaz. | Numero | Stato / Organizz. internaz. |
| ------ | --------------------------- | ------ | --------------------------- | ------ | --------------------------- |
| 10     | Svezia                      | 11     | Germania                    | 12     | Ungheria                    |
| 13     | -                           | 14     | Finlandia                   | 15     | Francia                     |
| 16     | Danimarca                   | 17     | Regno Unito                 | 18     | Rep. Ceca                   |
| 19     | Italia                      | 20     | Paesi Bassi                 | 21     | Norvegia                    |
| 22     | Spagna                      | 23     | Austria                     | 24     | Turchia                     |
| 25     | Lettonia                    | 26     | Irlanda                     | 27     | Belgio                      |
| 28     | Russia                      | 29     | Lituania                    | 30     | Stati Uniti                 |
| 31     | Città del Vaticano          | 32     | Grecia                      | 33     | Cina                        |
| 34     | Polonia                     | 35     | Giappone                    | 36     | Ucraina                     |
| 37     | Bielorussia                 | 38     | Portogallo                  | 39     | Georgia                     |
| 40     | Macedonia del Nord          | 41     | Bulgaria                    | 42     | Moldavia                    |
| 43     | Azerbaigian                 | 44     | Brasile                     | 45     | -                           |
| 46     | Romania                     | 49     | Unione europea              | 50     | Consiglio nordico           |

## Sigle emesse dal 1996 e rispettive contee o città
x = lettera variabile
- Mxx (fino ad ottobre 2019) – Contea di Harju, Tallinn
- Txx (fino ad ottobre 2019) – Contea di Tartu
- Axx (fino ad agosto 2007), Bxx (da agosto 2007 al 31 dicembre 2018), Dxx (da gennaio a ottobre 2019)[10] – Altre contee

## Sigle utilizzate dal 1993 al 1996 e relative aree d'immatricolazione
- Axx, Bxx – Tallinn
- Dxx – Contea di Viljandi
- Fxx – Contea di Pärnu
- Gxx – Contea di Valga
- Hxx – Contea di Hiiumaa

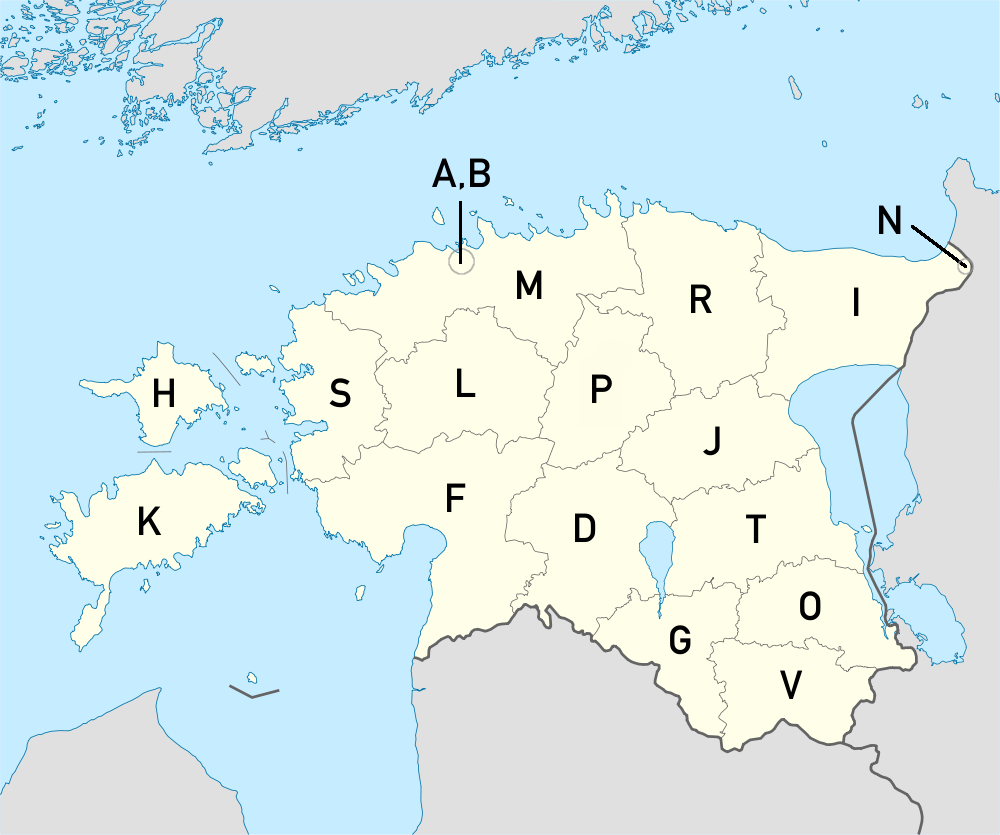
Carta con la suddivisione dell'Estonia in contee e relative sigle automobilistiche in uso dal 1993 al 1996

- Ixx – Contea di Ida-Viru (esclusa Narva)
- Jxx – Contea di Jõgeva
- Kxx – Contea di Saaremaa (K è iniziale di Kuressaare)
- Lxx – Contea di Rapla

- Mxx – Contea di Harju (esclusa Tallinn)
- Nxx – Narva
- Oxx – Contea di Põlva
- Pxx – Contea di Järva (P è iniziale di Paide)
- Rxx – Contea di Lääne-Viru (R è iniziale di Rakvere)
- Sxx – Contea di Lääne (lettera S perché il capoluogo è Haapsalu)
- Txx – Contea di Tartu
- Vxx – Contea di Võru